# Pyeonji
Pyeonji (편지?), noto anche con il titolo internazionale The Letter, è un film del 1997 scritto e diretto da Lee Jung-gook.

## Trama
Jung-in e Hwan-yoo sono profondamente innamorati, tuttavia improvvisamente quest'ultimo scopre di avere poco tempo dinnanzi a sé a causa di un cancro in fase terminale; per consolare la moglie dall'imminente perdita, decide così di scriverle numerose lettere d'amore.